# Coração de Jesus (Lisbonne)
Pour les articles homonymes, voir Coração de Jesus.
Coração de Jesus est une freguesia de Lisbonne.